# Dasyurus albopunctatus
Espèce
Synonymes
- Satanellus albopunctatus (Schlegel, 1880)

Statut de conservation UICN

 NT  : Quasi menacé
Dasyurus albopunctatus est une espèce de marsupiaux endémique de Nouvelle-Guinée.